# Alexandre Sido
Alexandre Sido (ur. 31 października 1996) – francuski florecista, brązowy medalista mistrzostw świata. 
W 2015 roku zdobył brąz drużynowo na mistrzostwach świata juniorów w Taszkencie.
Podczas mistrzostw świata w Kairze w 2022 roku Francuzi w składzie: Maximilien Chastanet, Enzo Lefort, Pierre Loisel i Alexandre Sido zdobyli brązowy medal w zawodach drużynowych. W turnieju indywidualnym zajął tam 16. miejsce.
Zdobył również srebro drużynowo na mistrzostwach Europy w Antalyi w 2022 roku.